# Callianideidae
Famille
Synonymes
- famille Thomassiniidae de Saint Laurent, 1979[1]
- sous-famille Thomassiniinae de Saint Laurent, 1979[1]

Les Callianideidae sont une famille de crustacés décapodes. 

## Liste des genres
Selon World Register of Marine Species (25 juin 2021) :
- genre Callianidea H. Milne Edwards, 1837
- genre Crosniera Kensley & Heard, 1991
- genre Heardaxius Sakai, 2011
- genre Mictaxius Kensley & Heard, 1991
- genre Paracallianidea Sakai, 1992
- genre Thomassinia de Saint Laurent, 1979